# Elección al Senado de los Estados Unidos en Washington de 2022
La elección al Senado de los Estados Unidos de 2022 en Washington se llevó a cabo el 8 de noviembre de 2022 para elegir a un miembro del Senado de los Estados Unidos que represente al estado de Washington.
La titular demócrata Patty Murray fue elegida por primera vez en 1992, con el 54 % de los votos, ocupando el puesto del saliente Brock Adams. La senadora Murray ganó la reelección para un quinto mandato en 2016 con el 59 % de los votos. Ella se postula para la reelección a un sexto mandato.
Debido a que Washington tiene un sistema de primarias generales, los partidos no nominarán a un candidato para participar en las elecciones generales. En cambio, todos los candidatos aparecerán en la misma boleta, independientemente de su afiliación partidaria. Los dos primeros en obtener votos avanzarán a las elecciones generales.

## Elección primaria
Fuente: voter.votewa.gov/CandidateList.aspx

### Candidatos demócratas

#### Nominada
- Patty Murray, senadora de los Estados Unidos por Washington (1993-presente).[1]

#### Eliminados en primaria
- Pano Churchill, candidato al Senado de los Estados Unidos en 2016.
- Sam Cusmir.
- Ravin Pierre, ingeniero aeroespacial.
- Mohammed Said, médico.
- Bryan Solstin, ingeniero aeroespacial y desarrollador de software.

### Candidatos republicanos

#### Nominada
- Tiffany Smiley, enfermera.[2]

#### Eliminados en primaria
- John Guenther, empleado estatal.
- Bill Hirt.

### Candidatos independientes y de otros partidos

#### Eliminados en primaria
- Thor Amundson (independiente), candidato al Senado de los Estados Unidos en 2016 y 2018; y candidatos a gobernador en 2020.
- Jon Butler (sin preferencia partidaria).
- Henry Clay Dennison (Partido Socialista de los Trabajadores).
- Dan Phan Doan (sin preferencia partidaria).
- Martin D. Hash (sin preferencia partidaria).
- Chuck Jackson (independiente), candidato al Senado de los Estados Unidos en 2012 y 2016.
- Leon Lawson (republicano pro-Trump) candidato a gobernador en 2020.
- Naz Paul (independiente), promotor inmobiliario.
- Dave Saulibio (republicano JFK), veterano del Ejército de los Estados Unidos; candidato al 5.o distrito congresional de Washington en 2018, y candidato al 8.o distrito en 2020.

### Resultados
| Partido     | Partido                        | Candidato              | Votos     | %     |
| ----------- | ------------------------------ | ---------------------- | --------- | ----- |
|             | Demócrata                      | Patty Murray (titular) | 557 978   | 54.0  |
|             | Republicano                    | Tiffany Smiley         | 330 176   | 32.0  |
|             | Republicano pro-Trump          | Leon Lawson            | 33 389    | 3.2   |
|             | Republicano                    | John Guenther          | 31 191    | 3.0   |
|             | Republicano pro-Kennedy        | Dave Saulibio          | 10 155    | 1.0   |
|             | Demócrata                      | Ravin Pierre           | 9 997     | 1.0   |
|             | Republicano                    | Bill Hirt              | 9 164     | 0.9   |
|             | Independiente                  | Naz Paul               | 8 498     | 0.8   |
|             | Demócrata                      | Mohammad Hassan Said   | 7 581     | 0.7   |
|             | Demócrata                      | Phano Churchill        | 6 483     | 0.6   |
|             | Socialista de los Trabajadores | Henry Clay Dennison    | 6 406     | 0.6   |
|             | Demócrata                      | Bryan Solstin          | 5 188     | 0.5   |
|             | Independiente                  | Chuck Jackson          | 4 450     | 0.4   |
|             | Independiente                  | Thor Amundson          | 2 969     | 0.3   |
|             | Independiente                  | Jon Butler             | 2 666     | 0.3   |
|             | Sin preferencia partidaria     | Martin D. Hash         | 2 659     | 0.3   |
|             | Sin preferencia partidaria     | Dan Phan Doan          | 1 851     | 0.2   |
|             | Demócrata                      | Sam Cusmir             | 1 564     | 0.2   |
| Por escrito | Por escrito                    | Por escrito            | 880       | 0.1   |
| Total       | Total                          | Total                  | 1 033 245 | 100.0 |

## Elección general

### Encuestas

#### Patty Murray contra Tiffany Smiley
| Fuente de la encuesta     | Fecha(s) de realización    | Tamaño de la muestra | Margen de error | Murray (D) | Smiley (R) | Indeciso |
| ------------------------- | -------------------------- | -------------------- | --------------- | ---------- | ---------- | -------- |
| Elway Research            | 7-11 de julio de 2022      | 400 (RV)             | ± 4.5 %         | 53 %       | 33 %       | 15 %     |
| SurveyUSA                 | 6-10 de julio de 2022      | 596 (LV)             | ± 5.0 %         | 51 %       | 33 %       | 16 %     |
| The Terrance Group (R)    | 14-19 de junio de 2022     | 600 (LV)             | ± 4.0 %         | 48 %       | 43 %       | 9 %      |
| Public Policy Polling (D) | 1-2 de junio de 2022       | 1 039 (LV)           | ± 3.0 %         | 51 %       | 40 %       | 8 %      |
| Public Policy Polling (D) | 17-18 de febrero de 2022   | 700 (LV)             | ± 3.7 %         | 50 %       | 41 %       | 9 %      |
| Public Policy Polling (D) | 10-11 de noviembre de 2021 | 909 (LV)             | ± 3.3 %         | 50 %       | 37 %       | 13 %     |
| SurveyUSA                 | 25-28 de octubre de 2021   | 542 (RV)             | ± 5.2 %         | 49 %       | 31 %       | 20 %     |
| Public Policy Polling (D) | 25-26 de mayo de 2021      | 992 (LV)             | ± 3.1 %         | 53 %       | 37 %       | 10 %     |

### Resultados
| Partido     | Partido     | Candidato              | Votos | % |
| ----------- | ----------- | ---------------------- | ----- | - |
|             | Demócrata   | Patty Murray (titular) |       |   |
|             | Republicano | Tiffany Smiley         |       |   |
| Por escrito |             |                        |       |   |
| Total       |             |                        |       |   |